# Archaeopsylla sinensis
Archaeopsylla sinensis är en loppart som beskrevs av Jordan et Rothschild 1911. Archaeopsylla sinensis ingår i släktet Archaeopsylla och familjen husloppor. Inga underarter finns listade i Catalogue of Life.